# Langue minorisée
Langue minorisée est un terme sociolinguistique qui fait référence à un idiome qui a souffert une marginalisation, une poursuite ou même une interdiction dans quelque moment de son histoire. Il est, pourtant, un concept qui remarque la présence d'une action coercitive qui porte à un découpage dans son utilisation. Il se différencie du plus largement utilisée langue minoritaire qui fait référence à l'idiome utilisé par un petit nombre de parlants. Dans tout cas, ils ne sont pas synonymes et une langue minorisée n'est pas toujours minoritaire, même s'il y a une tendance à cela.